# قلعة الزيمة
قلعة الزيمة هي قلعة تاريخية تقع على طريق السيل على بعد 35 كم شرق مكة المكرمة، غرب المملكة العربية السعودية.

## البناء
تتخذ القلعة شكل مستطيل طوله 80 متر و عرضه 50 متر وقد تهدم أغلبه ولم يتبقى سوى الأساسات، ويعتقد أنه قد بني خلال عصر الخليفة العباسي جعفر بن أحمد بن محمد - 895 (282 هـ) 932 م، (320 هـ) - ثم رمم لاحقًا على فترات متعاقبة منها خلال فترة الدولة السعودية الأولى.